# Avion
Avion är en kommun i departementet Pas-de-Calais i regionen Hauts-de-France i norra Frankrike. Kommunen ligger i kantonen Avion som tillhör arrondissementet Lens. År 2022 hade Avion 17 571 invånare.

## Befolkningsutveckling
Antalet invånare i kommunen Avion
| Referens: INSEE |